# Aphytis equatorialis
Aphytis equatorialis är en stekelart som beskrevs av Rosen och Debach 1979. Aphytis equatorialis ingår i släktet Aphytis och familjen växtlussteklar.
Artens utbredningsområde är Elfenbenskusten. Inga underarter finns listade i Catalogue of Life.